# Dəllər Cırdaxan
Dəllər Cırdaxan è un comune dell'Azerbaigian situato nel distretto di Şəmkir.